# 河北婆婆纳
河北婆婆纳（学名：Veronica chinoalpina）为車前草科婆婆纳属下的一个种。

## 扩展阅读
- 維基物種上的相關：河北婆婆纳